# 北齐土长城遗址
北齐土长城遗址位于北京通州旧城南门外迤东窑厂村址处。土长城始建于北齐天保年间（551－559年），长达二百里。今仅剩150米的遗址，为通州区文物保护单位。
遗址西北-东南走向，长约150米，紧靠着铁路，现在看就是约五米高的土堆，上面还有几户人家，路边有一个提示碑：说明是现存中国最老的长城。